# Felix Ritzinger
Felix Ritzinger, né le 23 décembre 1996 à Vienne, est un coureur cycliste autrichien.

## Biographie
En aout 2020, il termine troisième du championnat d'Autriche du contre-la-montre.

## Palmarès sur route

### Par année
- 2019
  - 3e étape b du Tour de Szeklerland
- 2020
  - 3e du championnat d'Autriche du contre-la-montre
- 2021
  - 2e du GP Slovenia
  - 2e du championnat d'Autriche du contre-la-montre
- 2022
  - 2e de l'Eröffnungsrennen Leonding
- 2023
  - 2e du championnat d'Autriche du contre-la-montre
- 2024
  - 3e étape du Tour de Grèce
  - 2e étape du Tour of Malopolska
  - 3e étape du Tour de Maurice

### Classements mondiaux
| Année                                 | 2017  | 2018  | 2019  | 2020  | 2021 | 2022  | 2023  | 2024 |
| ------------------------------------- | ----- | ----- | ----- | ----- | ---- | ----- | ----- | ---- |
| Classement mondial                    | 3005e | 2606e | 1589e | 1102e | 617e | 1182e | 1872e | 771e |
| UCI Europe Tour                       | 1897e | nc    | 1054e | 852e  | 494e | 825e  | nc    | nc   |
|                                       |       |       |       |       |      |       |       |      |
| Légende : nc = non classéSource : UCI |       |       |       |       |      |       |       |      |

## Palmarès en cyclo-cross
- 2015-2016
  -  Champion d'Autriche de cyclo-cross espoirs
- 2016-2017
  -  Champion d'Autriche de cyclo-cross espoirs
  - 3e du championnat d'Autriche de cyclo-cross
- 2017-2018
  - 3e du championnat d'Autriche de cyclo-cross
- 2018-2019
  - 2e du championnat d'Autriche de cyclo-cross

## Palmarès sur piste

### Championnats d'Europe
| Édition / Épreuve | Américaine |
| Granges 2023      | 10e        |

### Championnats nationaux
- 2015
  -  Champion d'Autriche de poursuite
- 2016
  -  Champion d'Autriche de poursuite
  -  Champion d'Autriche du scratch
- 2017
  -  Champion d'Autriche de poursuite
  -  Champion d'Autriche du scratch
  - 2e du championnat d'Autriche de keirin
  - 3e du championnat d'Autriche de l'omnium
  - 3e du championnat d'Autriche de l'américaine
- 2018
  -  Champion d'Autriche de poursuite
  -  Champion d'Autriche du kilomètre
  -  Champion d'Autriche de keirin
  - 2e du championnat d'Autriche de course aux points
  - 3e du championnat d'Autriche de l'omnium
  - 3e du championnat d'Autriche de l'américaine
- 2019
  -  Champion d'Autriche de poursuite
  -  Champion d'Autriche de l'américaine (avec Tim Wafler)
  -  Champion d'Autriche de l'omnium
  - 3e du championnat d'Autriche de course aux points
- 2020
  -  Champion d'Autriche de poursuite
  -  Champion d'Autriche de l'américaine (avec Valentin Götzinger)
  - 2e du championnat d'Autriche du scratch
  - 3e du championnat d'Autriche de l'omnium
  - 3e du championnat d'Autriche de course aux points
- 2022
  -  Champion d'Autriche de scratch
  - 2e du championnat d'Autriche de l'américaine
  - 2e du championnat d'Autriche de course aux points

## Palmarès en VTT

### Championnats nationaux
- 2013
  -  Champion d'Autriche de cross-country juniors
- 2014
  -  Champion d'Autriche de cross-country juniors
- 2016
  -  Champion d'Autriche de cross-country espoirs
- 2017
  - 2e du championnat d'Autriche de cross-country espoirs